# Eleccions legislatives russes de 2011
Les eleccions legislatives russes de 2011 van tenir lloc a la Federació Russa el 4 de desembre de 2011. A la Duma Estatal, la cambra baixa de l'Assemblea Federal de Rússia, hi ha 450 escons. D'acord amb els resultats preliminars, amb el voltant del 95% dels vots escrutats, el partit Rússia Unida va guanyar aquestes eleccions amb un 49,54% dels vots (238 escons), per sota del 64,30% de les eleccions de 2007. El Partit Comunista de la Federació Russa obtingué el 19,16% (92 escons), el Partit Liberal Democràtic de Rússia l'11,66% (56 escons) i Rússia Justa 13,22% (64 escons). Altres partits no van arribar al mínim del 7% de vots per poder obtenir un escó.

## Resultats
Amb el 99,99% dels vots escrutats, Rússia Unida aconsegueix el 49,30% dels vots, el Partit Comunista el 19,20%, Rússia Justa el 13,25% i el Partit Liberal Democràtic el 12%. Els altres partits no aconsegueixen superar la barrera del 7%, ni aconsegueixen el 5%, que els garantiria un escó.
Rússia Unida perd la majoria constitucional que li permetria aprovar lleis constitucionals sense formar coalició amb altres partits.
Iàbloko, en superar el 3% dels vots obté el dret al finançament estatal (20 rubles per vot) i gaudirà d'espai gratuït en la premsa escrita i la televisió de l'Estat a les properes eleccions legislatives del 2016.
|                         |                                     |             |       |           |     |  |  |  |
| Partit                  | Partit                              | Vots        | %     | Escons    | +/- |  |  |  |
|                         | Rússia Unida                        | 32.379.135  | 50,10 | 238 / 450 | 77  |  |  |  |
|                         | Partit Comunista de la Fed. Russa   | 12.599.507  | 19,50 | 92 / 450  | 35  |  |  |  |
|                         | Rússia Justa                        | 8.695.522   | 13,46 | 64 / 450  | 26  |  |  |  |
|                         | Partit Liberal Democràtic de Rússia | 7.664.570   | 11,86 | 56 / 450  | 16  |  |  |  |
|                         | Iàbloko                             | 2.252.403   | 3,49  | 0 / 450   | =   |  |  |  |
|                         | Patriotes de Rússia                 | 639.119     | 0,99  | 0 / 450   | =   |  |  |  |
|                         | Causa Justa                         | 392.806     | 0,61  | 0 / 450   | =   |  |  |  |
|                         |                                     |             |       |           |     |  |  |  |
| Vots vàlids             | Vots vàlids                         | 64.623.062  | 98,43 |           |     |  |  |  |
| Vots blancs i nuls      | Vots blancs i nuls                  | 1.033.464   | 1,57  |           |     |  |  |  |
| Total                   | Total                               | 65.656.526  | 100   | 450       | =   |  |  |  |
| Abstencions             | Abstencions                         | 43.581.254  | 39,90 |           |     |  |  |  |
| Inscrits / participació | Inscrits / participació             | 109.237.780 | 60,10 |           |     |  |  |  |

#### Resultats per regió

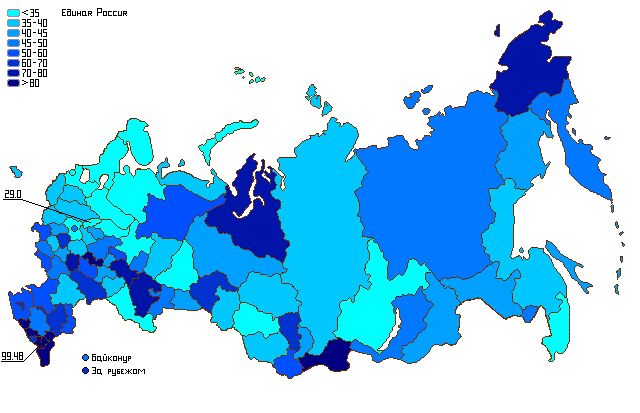
Rússia Unida
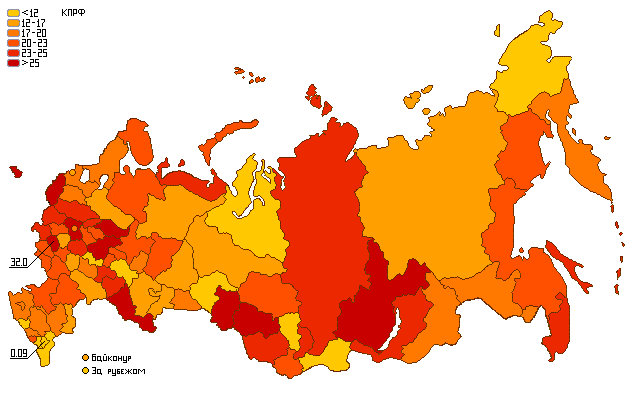
PCFR
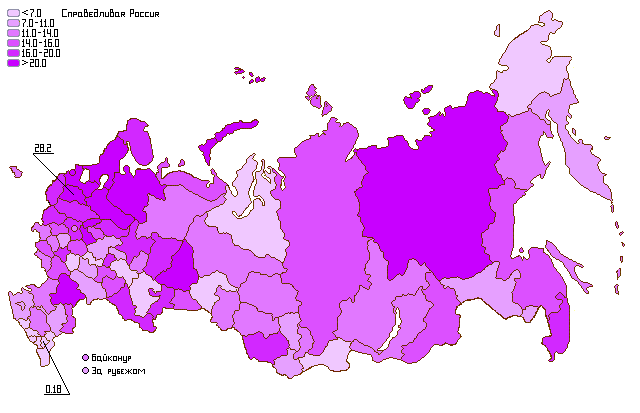
Rússia Justa
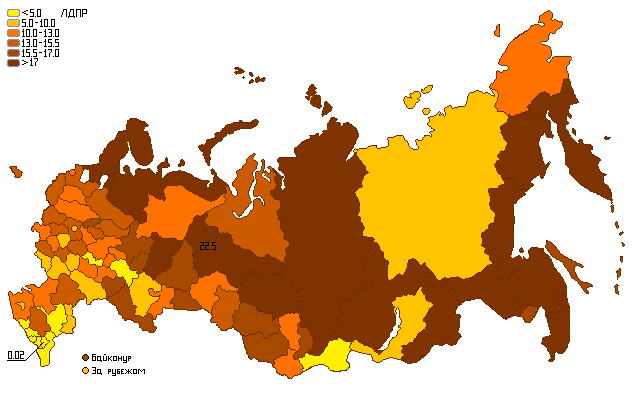
LDPR